# Vampire Weekend

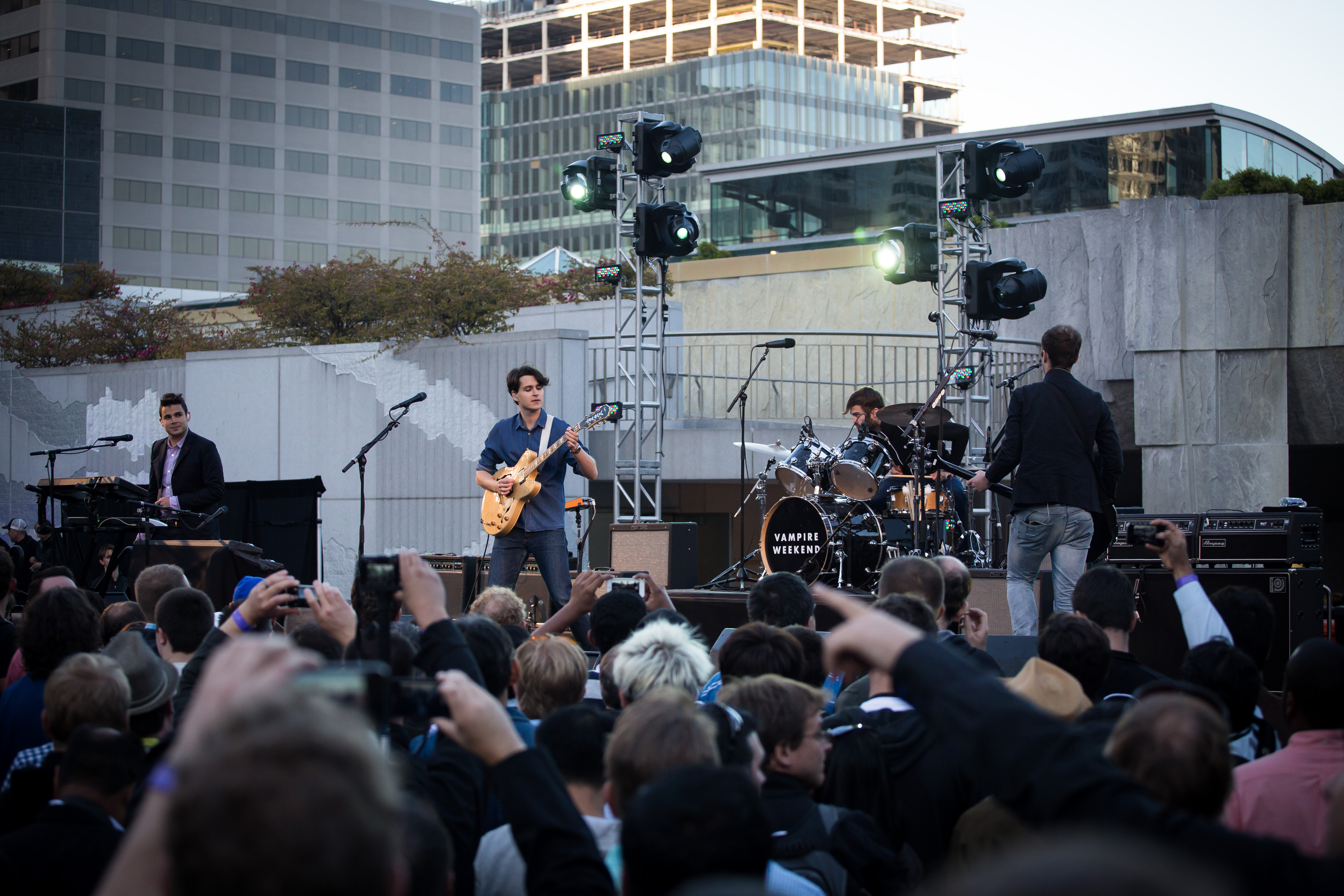
Vampire Weekend 2013

Vampire Weekend är ett amerikanskt rockband, bildad 2006 i New York och bestående av Ezra Koenig (sång och gitarr), Rostam Batmanglij (keyboard), Chris Tomson (trummor), Chris Baio (bas). De spelar indiepop med influenser från afrikansk och klassisk musik.
Bandet slog igenom för en internationell publik i början av 2008 med sitt självbetitlade debutalbum, utgivet på skivbolaget XL Recordings. 2016 meddelade Rostam Batmanglij att han lämnade gruppen, men att de fortsatt skulle samarbeta i mindre skala. Vid lanseringen av gruppens fjärde studioalbum Father of the Bride 2019 hade gruppen bytt skivbolag till Columbia Records.

## Medlemmar
- Ezra Koenig – sång, gitarr (2006-idag)
- Rostam Batmanglij – producer, keyboard, gitarr, sång, bakgrundssång (2006-2016)
- Chris Tomson – trummor, slagverk, bakgrundssång (2006-idag)
- Chris Baio – basgitarr, bakgrundssång (2006-idag)

## Diskografi
Studioalbum
- 2008 – Vampire Weekend
- 2010 – Contra
- 2013 – Modern Vampires of the City
- 2019 – Father of the Bride
- 2024 – Only God Was Above Us

EP
- 2007 - EP
- 2007 - Daytrotter Session
- 2010 - iTunes Session

Singlar
- 2007 - Mansard Roof
- 2008 - Cape Cod Kwassa Kwassa
- 2008 - A-Punk
- 2008 - Oxford Comma / Walcott (Insane Mix)
- 2008 - The Kids Don't Stand a Chance / Oxford Comma (Live Acoustic Version)
- 2009 - Horchata
- 2009 - Cousins
- 2010 - Giving Up the Gun
- 2010 - Contra Megamelt
- 2010 - Holiday
- 2010 - White Sky
- 2011 - Run
- 2013 - Diane Young / Step
- 2013 - Ya Hey
- 2013 - Unbelievers
- 2013 - Step
- 2013 - Step (Remix)
- 2019 - Harmony Hall
- 2024 - Capricorn / Gen-X Cops